# Скендеровці (Брестоваць)
45°20′ пн. ш. 17°34′ сх. д. / 45.33° пн. ш. 17.57° сх. д.
Скендеровці (хорв. Skenderovci) — населений пункт у Хорватії, в Пожезько-Славонській жупанії у складі громади Брестоваць.

## Населення
Населення за даними перепису 2011 року становило 187 осіб.
Динаміка чисельності населення поселення:

## Клімат
Середня річна температура становить 10,45 °C, середня максимальна – 24,16 °C, а середня мінімальна – -5,81 °C. Середня річна кількість опадів – 892 мм.
| Клімат поселення                              | Клімат поселення | Клімат поселення | Клімат поселення | Клімат поселення | Клімат поселення | Клімат поселення | Клімат поселення | Клімат поселення | Клімат поселення | Клімат поселення | Клімат поселення | Клімат поселення | Клімат поселення |
| Показник                                      | Січ.             | Лют.             | Бер.             | Квіт.            | Трав.            | Черв.            | Лип.             | Серп.            | Вер.             | Жовт.            | Лист.            | Груд.            |                  |
| Середній максимум, °C                         | 6,14             | 7,88             | 12,22            | 16,15            | 21,02            | 24,16            | 23,86            | 23,47            | 19,64            | 14,77            | 9,18             | 5,18             |                  |
| Середня температура, °C                       | 0,17             | 1,90             | 6,24             | 10,18            | 15,04            | 18,17            | 20,10            | 19,72            | 15,90            | 11,02            | 5,44             | 1,43             |                  |
| Середній мінімум, °C                          | −5,81            | −4,08            | 0,26             | 4,20             | 9,08             | 12,19            | 16,36            | 15,98            | 12,17            | 7,29             | 1,70             | −2,3             |                  |
| Норма опадів, мм                              | 55               | 52               | 57               | 73               | 83               | 105              | 83               | 82               | 70               | 77               | 85               | 70               |                  |
| Середньомісячна швидкість вітру, м/с          | 2.00             | 2.26             | 2.53             | 2.46             | 2.22             | 2.01             | 1.96             | 1.85             | 1.87             | 1.95             | 2.03             | 2.07             |                  |
| Середньомісячна сонячна радіація, кДж/м²·день | 4387             | 7193             | 10982            | 15219            | 19239            | 21303            | 22187            | 19948            | 14877            | 9304             | 5010             | 3716             |                  |
| --------------------------------------------- | ---------------- | ---------------- | ---------------- | ---------------- | ---------------- | ---------------- | ---------------- | ---------------- | ---------------- | ---------------- | ---------------- | ---------------- | ---------------- |
| Джерело:                                      |                  |                  |                  |                  |                  |                  |                  |                  |                  |                  |                  |                  |                  |